# Пјумарола (Фрозиноне)
Пјумарола је насеље у Италији у округу Фрозиноне, региону Лацио.
Према процени из 2011. у насељу је живело 321 становника. Насеље се налази на надморској висини од 83 м.